# Bergkirche (Osnabrück)

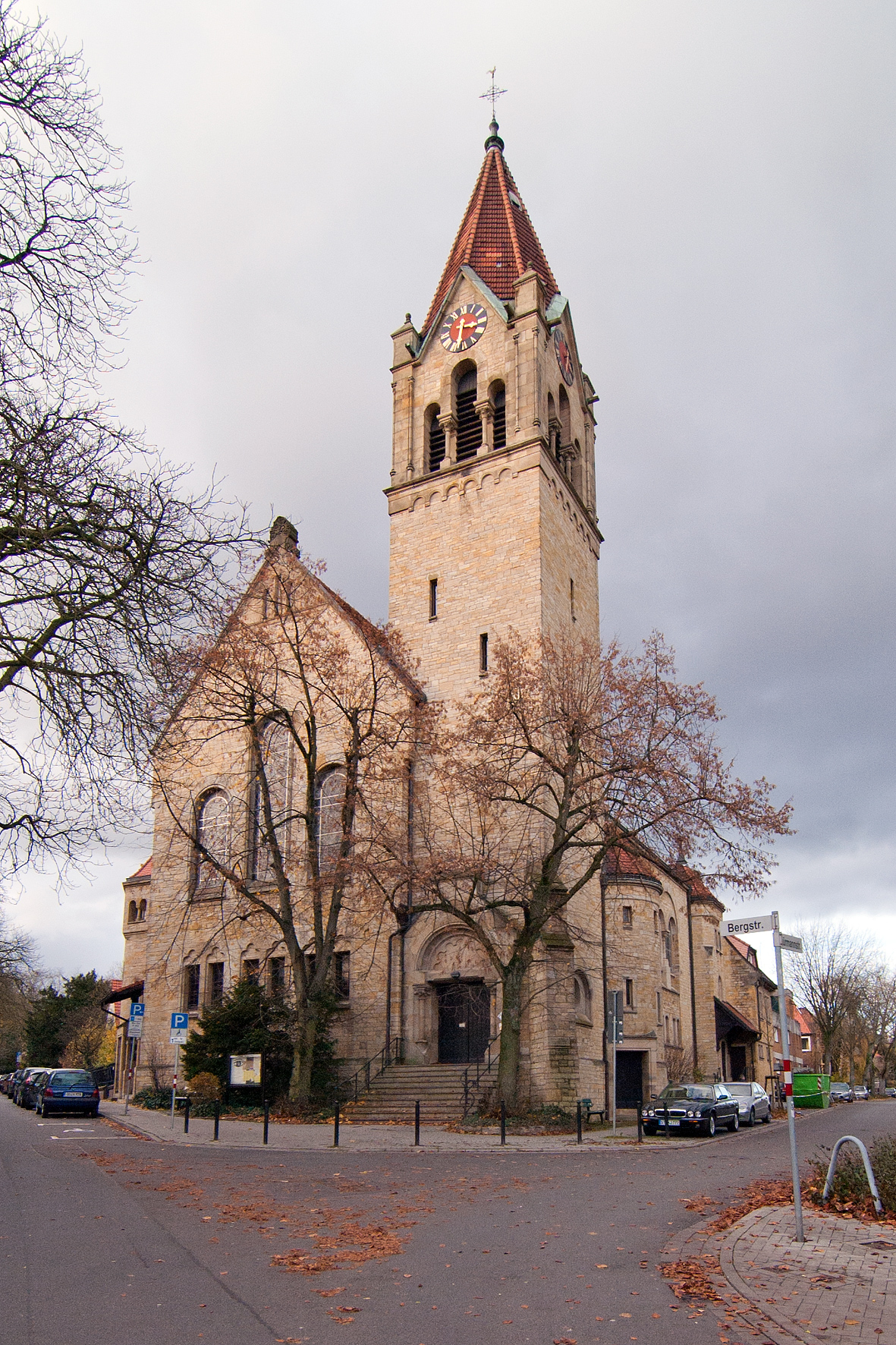
Kirchengebäude an der Bergstraße

Die Osnabrücker Bergkirche befindet sich im Stadtteil Westerberg. Sie wurde 1893 als erste evangelisch-reformierte Kirche in Osnabrück eingeweiht.

## Lage
Die Bergkirche befindet sich auf der Anhöhe des Westerberges knapp westlich des Osnabrücker Rings, der die Innenstadt umschließt. In unmittelbarer Nachbarschaft befinden sich das Stüvehaus und das Stadthaus, die den früheren Standort des städtischen Klinikums darstellen. Im Westen der Kirche schließt sich die Wohnbebauung des Westerbergs an.

## Geschichte
Der Berliner Architekt Otto March plante den Bau dieser ersten evangelisch-reformierten Kirche in Osnabrück im neuromanischen Stil. Einer der Gutachter des Baus war Cornelius Gurlitt, der auch den Bau förderte. Er leitete auch die Ausschreibung des Baus, in der sich der Entwurf Otto Marchs gegen Karl Doflein durchsetzte.
Die Kirche gilt als erste „gruppierte“ Kirche in Deutschland. Hier wurden erstmals Kirchenraum, Gruppenräume sowie sonstige Räume für Gemeindezwecke mit der Küsterwohnung und dem Pastorat zusammengefügt. Damit ist sie quasi ein Prototyp moderner Gemeindezentren.
Der Magistrat der Stadt erteilte mit dem 10. Juni 1892 die Baugenehmigung. Schon am 8. Juli fand die Grundsteinlegung und im Winter die Eindeckung des Pfarrhauses statt. Am 1. November 1893 wurde die Kirche feierlich eingeweiht. Der Turmbau jedoch zog sich bis ins Jahr 1896 hin.
Mit einer Ausmalung des Innenraums, in der Blumenmuster, Schriftzüge und die Symbole der vier Evangelisten gezeigt werden, brach man mit dem strengen Bilderverbot Calvins.
Als eine der wenigen Osnabrücker Kirchen blieb sie von Zerstörungen durch die Luftangriffe auf Osnabrück im Zweiten Weltkrieg verschont.
Am 22. April 2012 wurde die Kirche nach fast zweijähriger Renovierung wiedereröffnet. Die in den 1950er Jahren bei einer Renovierung übertünchte Innenbemalung wurde wieder freigelegt.

## Orgel
Die heutige Orgel wurde im Jahr 1980 durch die Werkstatt Alfred Führer, Wilhelmshaven, erbaut. Sie hat 19 Register auf zwei Manualen und Pedal. Die Schleifladen der Orgel sind mit mechanischer Traktur ausgestattet. Folgende Disposition wurde zum Zeitpunkt der Errichtung angelegt:
| I Hauptwerk C–g3 |       |
| Doppelprinzipal  | 8′    |
| Gedackt          | 8′    |
| Oktave           | 4′    |
| Nasard           | 2 ⁄3′ |
| Oktave           | 2′    |
| Mixtur IV        | 1′    |
| Trompete         | 8′    |

| II Oberwerk C–g3 |       |
| Bartpfeife       | 8′    |
| Quintadena       | 8′    |
| Prinzipal        | 4′    |
| Blockflöte       | 4′    |
| Waldflöte        | 2′    |
| Sifflöte         | 1′    |
| Sesquialtera II  | 2 ⁄3′ |
| Dulcian          | 8′    |
| Tremulant        |       |

| Pedal C–f1 |     |
| Subbaß     | 16′ |
| Oktavbaß   | 8′  |
| Oktave     | 4′  |
| Posaune    | 16′ |

- Koppeln: OW/HW, HW/P, OW/P

## Glocken
Der Turm beherbergt eines der ältesten Glockenensembles des Bochumer Vereins, gegossen 1893. Die Töne sind gis′, f′ und d′.